# Lepus tolai
La lepre di Tolai (Lepus tolai Pallas, 1778) è un mammifero lagomorfo della famiglia dei Leporidi.
Considerata in passato come sottospecie della lepre africana (Lepus capensis tolai), è stata poi riabilitata come specie a sé stante, anzi comprendente a sua volta numerose sottospecie (fra cui la lepre tibetana, Lepus tibetanus, in passato classificata come Lepus tolai tibetanus).

## Distribuzione
Con numerose sottospecie (Lepus tolai aurigineus, Lepus tolai buchariensis, Lepus tolai cheybani, Lepus tolai cinnamomeus, Lepus tolai filchneri, Lepus tolai lehmanni, Lepus tolai swinhoei e Lepus tolai tolai, mentre la sottospecie przewalskii è stata spostata in Lepus oiostolus) la specie occupa un ampio areale che va dalla sponda orientale del Mar Caspio alla Manciuria e da qui a sud fino al confine con il Laos, passando per l'Asia centrale, la Siberia meridionale e la Mongolia: il ritrovamento di un esemplare nel Kashmir farebbe supporre che la specie abbia esteso il proprio areale fino a queste zone.
Il suo habitat è costituito dalle aree semidesertiche o steppose, ma la si trova con facilità anche in zone rocciose, fino ad 8000 m di altezza, anche se solitamente si mantiene al di sotto dei 1000 m.

## Descrizione

### Dimensioni
Misura fino a 60 cm di lunghezza, per un peso che raggiunge i 2,5 kg.

### Aspetto
Il corpo è allungato e squadrato, con lunghe zampe e grossa testa.
Il pelo della zona dorsale ha una tonalità che a seconda della sottospecie e della popolazione presa in considerazione varia dal grigio al bruno scuro, con brizzolature nere e bianche in particolare sul quarto posteriore: il ventre è invece solitamente biancastro.

## Biologia
Si tratta di animali principalmente notturni, che durante il giorno riposano in nicchie che essi stessi ricavano nel folto della vegetazione o fra le rocce. In caso di pericolo, l'animale si immobilizza sperando nel camuffamento conferitogli dal manto estremamente mimetico, dandosi alla fuga solo qualora l'aggressore si avvicini troppo.

### Alimentazione
La lepre di Tolai ha dieta esclusivamente erbivora: si nutre di erbe, germogli e di qualsiasi altro materiale di origine vegetale riesca a trovare e macinare coi forti denti.

Come gli altri leporidi, anche la lepre di Tolai pratica la coprofagia per estrarre quanto più nutrimento possibile dal cibo.

### Riproduzione
La femmina va in estro durante i mesi caldi: dopo una gestazione di 6 settimane circa, dà alla luce fino a sei cuccioli già ricoperti di pelo e con gli occhi aperti. Costoro lasciano la madre dopo lo svezzamento (ad un mese circa d'età), ma non sono maturi sessualmente prima di aver compiuto un anno (le femmine, in alcuni casi, anche prima).